# 서왕권
서왕권(1968년 10월 24일 ~)은 LG 트윈스에서 뛴 재미교포 야구 선수다. 미국 캔우드 고등학교를 졸업했다. 형은 OB 베어스에서 뛰었던 서일권이다.